# Et puis on s'aperçoit
Albums de Serge Lama
Les Ballons rouges Superman
Et puis on s'aperçoit est un album studio de Serge Lama sorti chez Philips en 1970.

## Titres
L'ensemble des textes est de Serge Lama et les musiques d'Yves Gilbert, sauf indications contraires.
| 1.  | Charivarivari                                                                   |                         | 2:45 |
| 2.  | Une île                                                                         |                         | 3:10 |
| 3.  | Édith (avec Maxime Le Forestier à la guitare et Michel Gaudry à la contrebasse) | Maxime Le Forestier     | 2:45 |
| 4.  | L'orpheline est partie                                                          | Yani Spanos             | 2:07 |
| 5.  | Le Misogyne                                                                     |                         | 3:15 |
| 6.  | En 40                                                                           | J. Bayard et Serge Lama | 3:10 |
| 7.  | Les Vagues de la mer                                                            | N. Heiman               | 2:59 |
| 8.  | Ma muse                                                                         | Maxime Le Forestier     | 2:30 |
| 9.  | Ballade pour une colombe                                                        | Jean Morlier            | 2:57 |
| 10. | La Voisine                                                                      | Yani Spanos             | 2:35 |
| 11. | C'est toujours comme ça la première fois                                        |                         | 2:50 |
| 12. | Et puis on s'aperçoit...                                                        |                         | 3:15 |